# 国際自由学園事件
国際自由学園事件（こくさいじゆうがくえんじけん）は、1998年の商標登録に関する事件。

## 概要

### 商標登録
学校法人創志学園によって「国際自由学園」が1996年4月26日に商標出願され、1998年6月5日に商標登録される。これに対して学校法人自由学園は、この商標には「自由学園」が含まれているため商標法4条1項8号の規定に反するとした。「自由学園」とは学校法人自由学園の著名な略称であるとした。
学校法人創志学園は、芦屋市に本校を置く国際自由学園という名称のビジネス専修学校を運営する。技能連携校であり、高等学校通信教育に在籍する生徒にビジネスの授業を行う。

### 裁判

#### 高等裁判所
学校法人自由学園は裁判を起こしたが、審判でも高等裁判所でも自由学園の負けとなり、国際自由学園の商標を無効とすることはできなかった。
高等裁判所の判決では、自由学園は教育関係者の間ではよく知られており、東京都内およびその近郊の志願者および保護者においては一定の知名度を有するが、広範な地域の志願者および保護者においては知名度を有するには至っていない。このことから、国際自由学園の志願者および保護者が「自由学園」に注意を引かれ、国際自由学園に自由学園は含まれると認識するとは認められないとした。

#### 最高裁判所
学校法人自由学園は最高裁判所に上告する。2005年7月22日に判決が下される。最高裁判所では高等裁判所の判決を覆し、学校法人自由学園の勝ちとなった。
最高裁判所の判決文では、商標法4条1項8号では、承諾を受けているものを除き、他人の氏名や名称や著名な略称は商標登録を受けることができないとされている。この条文の「人」には法人等も含めて保護すると解する。高等裁判所の判決では東京都内および近郊ではない広範囲の志願者および保護者の間では自由学園は知名度を有さないからとしたが、商標法4条1項8号で保護される著名な略称となれば、その知名度は志願者および保護者のみを基準とすることは相当ではない。学校法人自由学園は自由学園の略称を長期間にわたり使用し続け、書籍や新聞等で度々取り上げられており知識人の間でもよく知られている。このため自由学園とは学校法人自由学園を指し示すものと一般に受け入れられたと解する余地はある。高等裁判所の判決は商標法4条1項8号の解釈適用を誤った違法とした。